# Andrew Powell (Schauspieler)
Andrew Powell ist ein britischer ehemaliger Schauspieler. Zwischen Mitte der 1980er und 2002 wirkte er vor allem in bekannten britischen Fernsehserien wie The Bill, Casualty, Inspector Barnaby, Holby City, EastEnders oder Doctors mit.

## Leben
Powell debütierte 1985 als Filmschauspieler in der Rolle des Ralph Murdoch im Film Eine Liebe in Montreal. 1988 stellte er in insgesamt 36 Episoden der Fernsehserie Gems die Rolle des Malcolm dar. Von 1989 bis 1991 wirkte er in zehn Episoden der Fernsehserie We Are Seven in der Rolle des Willie Morgan mit. 1990 stellte er im Horrorfilm Iron Thunder die Rolle des Bikers Roach dar. Ab Beginn der 1990er war er überwiegend als Episodendarsteller in verschiedenen britischen Fernsehserien wie Casualty, In Suspicious, Circumstances, London’s Burning oder Inspector Barnaby zu sehen. Zwischen 1990 und 2001 stellte er in sieben Episoden der Fernsehserie The Bill in je einer Episode einen anderen Charakter dar. 1994 stellte er in insgesamt vier Episoden der Fernsehserie The Tomorrow People die Rolle des Scully dar. Nach 2002 folgten keine weiteren Mitwirkungen in Fernseh- oder Filmproduktionen.

## Filmografie (Auswahl)
- 1985: Eine Liebe in Montreal (Joshua Then and Now)
- 1986: Mapp & Lucia (Fernsehserie, Episode 2x02)
- 1986: The Passion of Remembrance
- 1988: Gems (Fernsehserie, 36 Episoden)
- 1988: King & Castle (Fernsehserie, Episode 2x06)
- 1988: The Snow Spider (Miniserie)
- 1989: Screen One (Fernsehserie, Episode 1x04)
- 1989–1991: We Are Seven (Fernsehserie, 10 Episoden)
- 1990: Iron Thunder (I Bought a Vampire Motorcycle)
- 1990: One Foot in the Grave (Fernsehserie, Episode 2x02)
- 1990–2001: The Bill (Fernsehserie, 7 Episoden, verschiedene Rollen)
- 1991: Doctor at the Top (Fernsehserie, 2 Episoden)
- 1992: Van der Valk (Fernsehserie, 2 Episoden)
- 1992: Casualty (Fernsehserie, Episode 7x03)
- 1994: In Suspicious Circumstances (Fernsehserie, Episode 4x09)
- 1994: Nelson’s Column (Fernsehserie, Episode 1x05)
- 1995: The Tomorrow People (Fernsehserie, 4 Episoden)
- 1995: Health and Efficiency (Fernsehserie, Episode 2x06)
- 1995: Peak Practice (Fernsehserie, Episode 3x10)
- 1995: Backup (Fernsehserie, Episode 1x04)
- 1995: London’s Burning (Fernsehserie, Episode 8x08)
- 1997: Grown Ups (Fernsehserie, 2 Episoden)
- 1997: Jonathan Creek (Fernsehserie, Episode 1x02)
- 1998: Inspector Barnaby (Midsomer Murders, Fernsehserie, Episode 1x04)
- 1998: The Broker’s Man (Fernsehserie, Episode 2x06)
- 1999: Holby City (Fernsehserie, Episode 1x01)
- 1999: Touching Evil (Fernsehserie, 2 Episoden)
- 2000: The Game of Death
- 2000: Black Cab (Fernsehserie, Episode 1x08)
- 2001: EastEnders (Fernsehserie, Episode 1x2180)
- 2002: Doctors (Fernsehserie, Episode 3x128)
- 2002: Menace (Miniserie, 2 Episoden)
- 2002: Foyle’s War (Fernsehserie, Episode 1x01)